# Ganoven rechnen ab
Ganoven rechnen ab (Originaltitel: La Métamorphose des cloportes) ist ein Gangsterfilm des Regisseurs Pierre Granier-Deferre aus dem Jahr 1965 nach der gleichnamigen Vorlage von Alphonse Boudard. Die Hauptrolle wurde mit Lino Ventura besetzt.

## Handlung
Der Ex-Boxer und professionelle Kunstdieb Alphonse Maréchal ist eine feste Größe in der Pariser Unterwelt. Er wird aus diesem Grund von den drei Kleinganoven Edmond, Arthur und „Rotfuchs“ für einen großen Coup angeheuert, da diesen das nötige Kleingeld für die dafür erforderliche Ausrüstung fehlt. Alphonse beteiligt sich an dem Vorhaben, jedoch verläuft die Aktion nicht wie geplant. Dabei wird Alphonse als Einziger von der Polizei geschnappt und wandert folglich für fünf Jahre ins Gefängnis, obwohl seine drei Komplizen die eigentlichen Drahtzieher waren. Sie plündern währenddessen Alphonses Wohnung und vergessen ihn letztlich. Alphonse wird allerdings vorzeitig entlassen und beginnt von da an einen erbarmungslosen Rachefeldzug gegen seine ehemaligen Partner.

## Kritiken
Das Lexikon des internationalen Films urteilte: „Geradlinig und handwerklich solide inszenierter Gangsterfilm der französischen Schule mit einer fragwürdigen Betonung der Selbstjustiz. Lino Ventura spielt seine Paraderolle des einsamen Rächers in einer mythisch stilisierten Unterwelt.“
Prisma befand: „Frankreichs Kino-Ikone Lino Ventura einmal mehr als harter Gangster, der sich auf einen erbarmungslosen Rachefeldzug begibt. Regisseur Pierre Granier-Deferre, der Ventura und Charles Aznavour als Regieassistent bei den Dreharbeiten zu dem Kriegsfilm "Taxi nach Tobruk" kennengelernt hatte, drehte diesen harten Reißer nach dem Roman von Alphonse Boudard […].“
Cinema resümierte: „Das routiniert inszenierte Gangsterdrama von Pierre Granier-Deferre […] glänzt mit ironischer Schlußpointe und einem grandiosen Lino Ventura, der bis zum bitteren Ende cool bleibt.“